# بودوین زندن

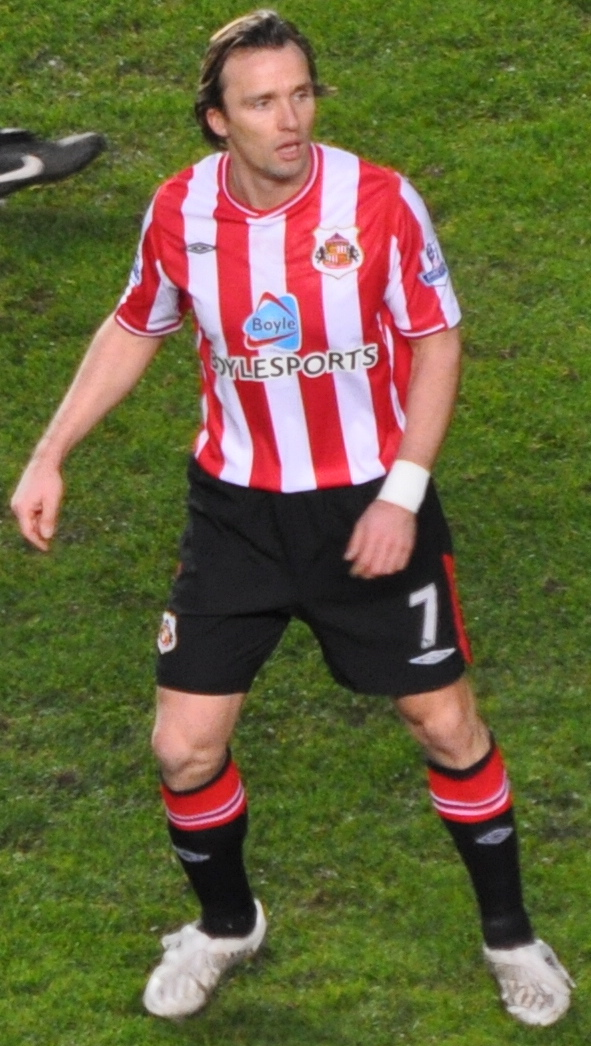
بودوین زندن در ساندرلند - ۲۰۱۰ میلادی

بودوین زندن (به هلندی: Boudewijn Zenden) (زادهٔ ۱۵ اوت ۱۹۷۶ در ماستریخت) بازیکن ملی‌پوش سابق فوتبال، اهل هلند می‌باشد.
وی سابقهٔ حضور در تیم‌های پی‌اس‌وی آیندهوون، بارسلونا، چلسی، میدلزبورو، لیورپول، مارسی و ساندرلند به عنوان بازیکن را نیز دارد.

## تیم ملی هلند
زندن اولین بازی ملی خود را در تاریخ ۳۰ آوریل ۱۹۹۷ در مقدماتی جام جهانی ۱۹۹۸ مقابل تیم ملی سن مارینو به انجام رساند. اولین گل ملی او در تاریخ ۱۱ ژوئیه ۱۹۹۸ در مسابقهٔ رده‌بندی جام جهانی ۱۹۹۸ و در مقابل تیم ملی کرواسی رقم خورد.
وی به همراه تیم ملی هلند در مسابقاتی چون جام جهانی ۱۹۹۸ - جام ملت‌های اروپا ۲۰۰۰ و جام ملت‌های اروپا ۲۰۰۴ حضور داشته‌است. او ۵۴ بازی ملی برای تیم ملی فوتبال هلند به انجام رسانده‌است و ۷ گل ملی در کارنامهٔ خود دارد.

## آمار بازی‌های ملی
| تیم ملی فوتبال هلند | تیم ملی فوتبال هلند | تیم ملی فوتبال هلند |
| سال                 | تعداد بازی          | گل‌ها                |
| ------------------- | ------------------- | ------------------- |
| ۱۹۹۷                | ۲                   | ۰                   |
| ۱۹۹۸                | ۸                   | ۱                   |
| ۱۹۹۹                | ۷                   | ۱                   |
| ۲۰۰۰                | ۹                   | ۳                   |
| ۲۰۰۱                | ۹                   | ۱                   |
| ۲۰۰۲                | ۵                   | ۰                   |
| ۲۰۰۳                | ۷                   | ۰                   |
| ۲۰۰۴                | ۷                   | ۱                   |
| مجموع               | ۵۴                  | ۷                   |

## گل‌های ملی
| # | تاریخ          | محل برگزاری    | حریف    | گل  | نتیجه | مسابقات                |
| - | -------------- | -------------- | ------- | --- | ----- | ---------------------- |
| ۱ | ۱۱ ژوئیه ۱۹۹۸  | پاریس، فرانسه  | کرواسی  | ۱–۱ | ۱–۲   | جام جهانی ۱۹۹۸         |
| ۲ | ۹ اکتبر ۱۹۹۹   | آمستردام، هلند | برزیل   | ۲–۰ | ۲–۲   | بازی دوستانه           |
| ۳ | ۲۳ فوریه ۲۰۰۰  | آمستردام، هلند | آلمان   | ۲–۱ | ۲–۱   | بازی دوستانه           |
| ۴ | ۱۶ ژوئن ۲۰۰۰   | روتردام، هلند  | دانمارک | ۳–۰ | ۳–۰   | جام ملت‌های اروپا ۲۰۰۰  |
| ۵ | ۲۱ ژوئن ۲۰۰۰   | آمستردام، هلند | فرانسه  | ۳–۲ | ۳–۲   | جام ملت‌های اروپا ۲۰۰۰  |
| ۶ | ۵ سپتامبر ۲۰۰۱ | آیندهوون، هلند | استونی  | ۱–۰ | ۵–۰   | مقدماتی جام جهانی ۲۰۰۲ |
| ۷ | ۲۸ آوریل ۲۰۰۴  | آیندهوون، هلند | یونان   | ۲–۰ | ۴–۰   | بازی دوستانه           |

## افتخارات
پی‌اس‌وی آیندهوون
- جام حذفی هلند: ۹۶–۱۹۹۵
- لیگ برتر هلند: ۹۷–۱۹۹۶

 بارسلونا
- لا لیگا: ۹۹–۱۹۹۸

 چلسی
- جام حذفی انگلستان: ۰۲–۲۰۰۱ – نایب قهرمانی

 میدلزبورو
- کارلینگ کاپ: ۰۴–۲۰۰۳

 لیورپول
- سوپرجام اروپا: ۲۰۰۵
- جام خیریه انگلستان: ۲۰۰۶
- لیگ قهرمانان اروپا: ۰۷–۲۰۰۶ – نایب قهرمانی
- جام حذفی انگلستان: ۰۵–۲۰۰۶

 تیم ملی هلند
- جام جهانی فوتبال ۱۹۹۸ – چهارم